# George Osborne, IX duca di Leeds
George Godolphin Osborne, IX duca di Leeds (Parigi, 11 agosto 1828 – Horby Castle, 23 dicembre 1895), è stato un nobile inglese.

## Biografia
Era il figlio di George Osborne, VIII duca di Leeds, e di sua moglie, Harriet Stewart, una figlia illegittima dello statista e diplomatico Granville Leveson-Gower, I conte Granville e di Henrietta Frances Spencer.

## Matrimonio
Sposò, il 16 gennaio 1861, Frances Georgiana Pitt-Rivers (1836-1896), figlia di George Pitt-Rivers, IV barone Rivers e Lady Susan Georgiana Leveson-Gower. Ebbero nove figli:
- George Frederick Osborne, conte di Danby (4 novembre 1861-6 novembre 1861);
- George Osborne, X duca di Leeds (1862-1927);
- Lord Francis Granville Godolphin Osborne (11 marzo 1864-17 ottobre 1924), sposò Blanche Greive, non ebbero figli;
- Lord Albert Edward Godolphin Osborne (10 aprile 1866-30 giugno 1914);
- Lady Harriet Castalia Godolphin Osborne (28 luglio 1867-16 giugno 1922), sposò Henry Frederick Cavendish, ebbero quattro figli;
- Lady Alice Susan Godolphin Osborne (17 maggio 1869-16 marzo 1951), sposò William Francis Egerton, ebbero un figlio;
- Lady Ada Charlotte Godolphin Osborne (30 maggio 1870-9 aprile 1944), sposò in prime nozze William FitzWilliam, sposò in seconde nozze Sir Harry Robert Boyd;
- Lady Alexandra Louisa Godolphin Osborne (20 febbraio 1872-19 gennaio 1938), sposò in prime nozze Sir Cecil Paget, II Baronetto, sposò in seconde nozze Alfred Pocklington;
- Lady Constance Blanche Godolphin Osborne (8 giugno 1875-18 luglio 1939), sposò Sir Ernest Hatch, I Baronetto ebbero una figlia.

## Morte
Morì il 23 dicembre 1895.

## Ascendenza
|                                            |                                                 |                                   | Genitori                                |  |  | Nonni |  |  | Bisnonni                         |  |  | Trisnonni                        |  |
|                                            |                                                 |                                   |                                         |  |  |       |  |  | Francis Osborne, V duca di Leeds |  |  | Thomas Osborne, IV duca di Leeds |  |
|                                            |                                                 |                                   |                                         |  |  |       |  |  | Francis Osborne, V duca di Leeds |  |  | Thomas Osborne, IV duca di Leeds |  |
|                                            |                                                 | Mary Godolphin                    |                                         |  |  |       |  |  | Francis Osborne, V duca di Leeds |  |  |                                  |  |
| Francis Osborne, I barone Godolphin        |                                                 |                                   |                                         |  |  |       |  |  | Francis Osborne, V duca di Leeds |  |  |                                  |  |
|                                            |                                                 | Amelia Darcy                      | Robert Darcy, IV conte di Holderness    |  |  |       |  |  |                                  |  |  |                                  |  |
|                                            |                                                 | Amelia Darcy                      | Robert Darcy, IV conte di Holderness    |  |  |       |  |  |                                  |  |  |                                  |  |
|                                            |                                                 | Amelia Darcy                      | Mary Doublet                            |  |  |       |  |  |                                  |  |  |                                  |  |
| George Osborne, VIII duca di Leeds         |                                                 | Amelia Darcy                      |                                         |  |  |       |  |  |                                  |  |  |                                  |  |
|                                            |                                                 | William Eden, I barone Auckland   | Robert Eden, III baronetto              |  |  |       |  |  |                                  |  |  |                                  |  |
|                                            |                                                 | William Eden, I barone Auckland   | Robert Eden, III baronetto              |  |  |       |  |  |                                  |  |  |                                  |  |
|                                            |                                                 | William Eden, I barone Auckland   | Mary Davison                            |  |  |       |  |  |                                  |  |  |                                  |  |
| Elizabeth Eden                             |                                                 | William Eden, I barone Auckland   |                                         |  |  |       |  |  |                                  |  |  |                                  |  |
|                                            |                                                 | Eleanor Elliot                    | Gilbert Elliot, III baronetto           |  |  |       |  |  |                                  |  |  |                                  |  |
|                                            |                                                 | Eleanor Elliot                    | Gilbert Elliot, III baronetto           |  |  |       |  |  |                                  |  |  |                                  |  |
|                                            |                                                 | Eleanor Elliot                    | Agnes Dalrymple-Murray-Kynynmound       |  |  |       |  |  |                                  |  |  |                                  |  |
| George Osborne, IX duca di Leeds           |                                                 | Eleanor Elliot                    |                                         |  |  |       |  |  |                                  |  |  |                                  |  |
|                                            | Granville Leveson-Gower, I marchese di Stafford | John Leveson-Gower, I conte Gower |                                         |  |  |       |  |  |                                  |  |  |                                  |  |
|                                            | Granville Leveson-Gower, I marchese di Stafford | John Leveson-Gower, I conte Gower |                                         |  |  |       |  |  |                                  |  |  |                                  |  |
|                                            | Granville Leveson-Gower, I marchese di Stafford | Evelyn Pierrepont                 |                                         |  |  |       |  |  |                                  |  |  |                                  |  |
| Granville Leveson-Gower, I conte Granville | Granville Leveson-Gower, I marchese di Stafford |                                   |                                         |  |  |       |  |  |                                  |  |  |                                  |  |
|                                            |                                                 | Susanna Stewart                   | Alexander Stewart, VI conte di Galloway |  |  |       |  |  |                                  |  |  |                                  |  |
|                                            |                                                 | Susanna Stewart                   | Alexander Stewart, VI conte di Galloway |  |  |       |  |  |                                  |  |  |                                  |  |
|                                            |                                                 | Susanna Stewart                   | Catherine Cochrane                      |  |  |       |  |  |                                  |  |  |                                  |  |
| Harriet Leveson-Gower                      |                                                 | Susanna Stewart                   |                                         |  |  |       |  |  |                                  |  |  |                                  |  |
|                                            |                                                 | John Spencer, I conte Spencer     | John Spencer                            |  |  |       |  |  |                                  |  |  |                                  |  |
|                                            |                                                 | John Spencer, I conte Spencer     | John Spencer                            |  |  |       |  |  |                                  |  |  |                                  |  |
|                                            |                                                 | John Spencer, I conte Spencer     | Georgiana Caroline Carteret             |  |  |       |  |  |                                  |  |  |                                  |  |
| Henrietta Spencer                          |                                                 | John Spencer, I conte Spencer     |                                         |  |  |       |  |  |                                  |  |  |                                  |  |
|                                            |                                                 | Margaret Poyntz                   | Stephen Poyntz                          |  |  |       |  |  |                                  |  |  |                                  |  |
|                                            |                                                 | Margaret Poyntz                   | Stephen Poyntz                          |  |  |       |  |  |                                  |  |  |                                  |  |
|                                            |                                                 | Margaret Poyntz                   | Anna Maria Mordaunt                     |  |  |       |  |  |                                  |  |  |                                  |  |
|                                            |                                                 | Margaret Poyntz                   |                                         |  |  |       |  |  |                                  |  |  |                                  |  |